# Iglesia de Saint-Jean de Caen
La iglesia de San Juan de Caen es la iglesia parroquial del barrio Saint-Jean de Caen, un monumento histórico por el listado en 1840.

## Historia
El primer lugar de culto, dedicado al apóstol Juan, fue fundado en el siglo VII en una calzada romana que cruza las marismas del bajo valle del Orne; dicho eje, que une Augustodurum (Bayeux) con Noviomagus Lexoviorum (Lisieux), se convirtió más tarde en la rue Exmoisine, ahora rue Saint-Jean. Entre 1954 y 1956 se descubrieron sarcófagos monolíticos en piedra de Caen durante los trabajos llevados a cabo en la iglesia. Testimonian la probable existencia de una pequeña necrópolis a lo largo de la calzada romana y un oratorio fundado en las cercanías. De este santuario prerrománico ya no queda nada.
La iglesia se mencionó por primera vez en 1059 en la carta fundacional de la Abadía de Saint-Martin de Troarn . A partir de esta fecha, aparece en los textos con distintos nombres:
- Saint-Jean-des-Champs,
- Saint-Jean-de-l'Isle,
- Saint-Jean-le- Hiémois .

En 1153, Philippe de Harcourt, obispo de Bayeux, erigió la iglesia como prebenda de la catedral Notre-Dame de Bayeux. Esta fundación es confirmada por dos bulas papales de Eugenio III. En cuanto al edificio al que sustituyó, quedan pocos vestigios de la iglesia románica. Una antigua base nivelada descubierta durante los trabajos de consolidación en la base de la torre central durante la Reconstrucción un metro al oeste del actual muelle sureste sería quizás el testimonio final.
Gravemente dañada durante la Guerra de los Cien Años, especialmente durante el asedio de 1417, fue reconstruida en el siglo XV, portada, torre-pórtico y nave y el XVI, ábside y coro.
Hasta finales del siglo XVIII, todavía estaba rodeada por su cementerio. El edicto de 1783 ordenó el traslado de los cementerios de Caen extramuros ; el nuevo cementerio de Saint-Jean se instala en una cantera de relleno en Vaucelles. En el terreno dejado libre se erigieron edificios que rodearon la iglesia.
Durante la Revolución Francesa, la iglesia fue utilizada como cantera de salitre, luego fue devuelta al culto católico en 1802.
En la década de 1840, se reconstruyó el portal principal. Las dos pequeñas puertas de estilo gótico flamígero fueron sustituidas por un gran arco apuntado.
Durante la batalla de Caen, 1944, la iglesia sufrió graves daños, encontrándose en medio de las ruinas de la ciudad. Durante la Reconstrucción, se restaura. El proyecto de Marc Brillaud de Laujardière destaca la iglesia, que es liberada de los edificios que la rodeaban antes de la guerra.
Hoy pertenece a la parroquia de Sainte-Trinité en Caen.

## Arquitectura
Posee una torre Inclinada difícil de evitar verla. Se inclina en efecto hacia el noroeste ( 2,28 m  en 1700) porque la iglesia fue construida sobre un terreno pantanoso dentro de la isla de Saint-Jean. Esta es también la razón por la que no está terminado. Se lleva a cabo un extenso trabajo de cimentación después de la Segunda Guerra Mundial. Se plantan pilotes de hormigón de 15 a 18 metros debajo de la iglesia para estabilizarla, pero tras la observación del agravamiento de grietas en el perímetro de los dos pilares orientales que soportan el pórtico de la entrada principal, 20 de septiembre de 2012 el municipio ordenó el cierre de la iglesia. Los trabajos de consolidación y apuntalamiento del portal se realizaron mediante la construcción de 52 pilotes de cimentación 21 m  de profundidad para llegar al suelo duro. La iglesia está abierta al público de nuevo en7 juin 20137 de junio de 2013 .

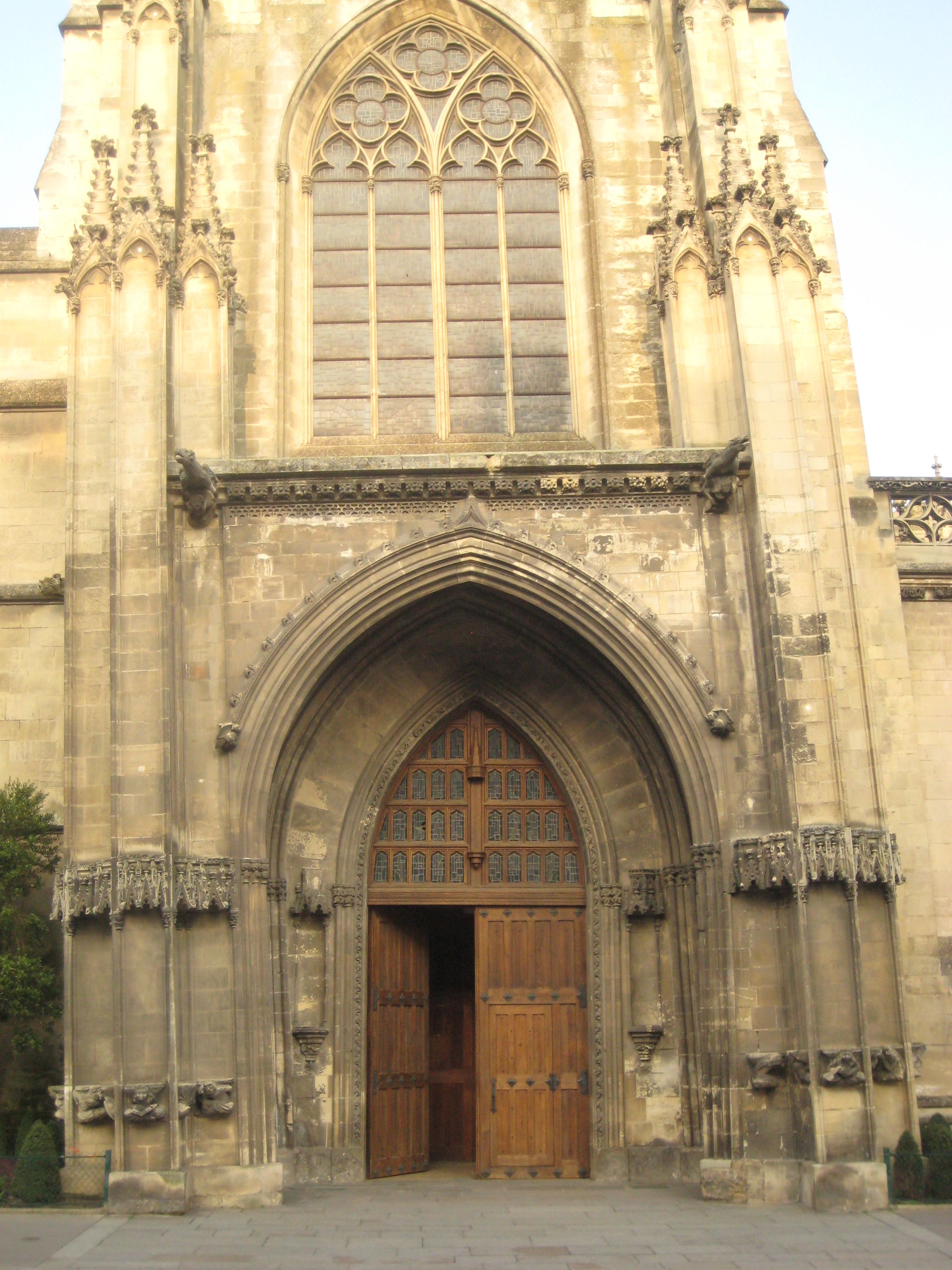
Porche en 2011
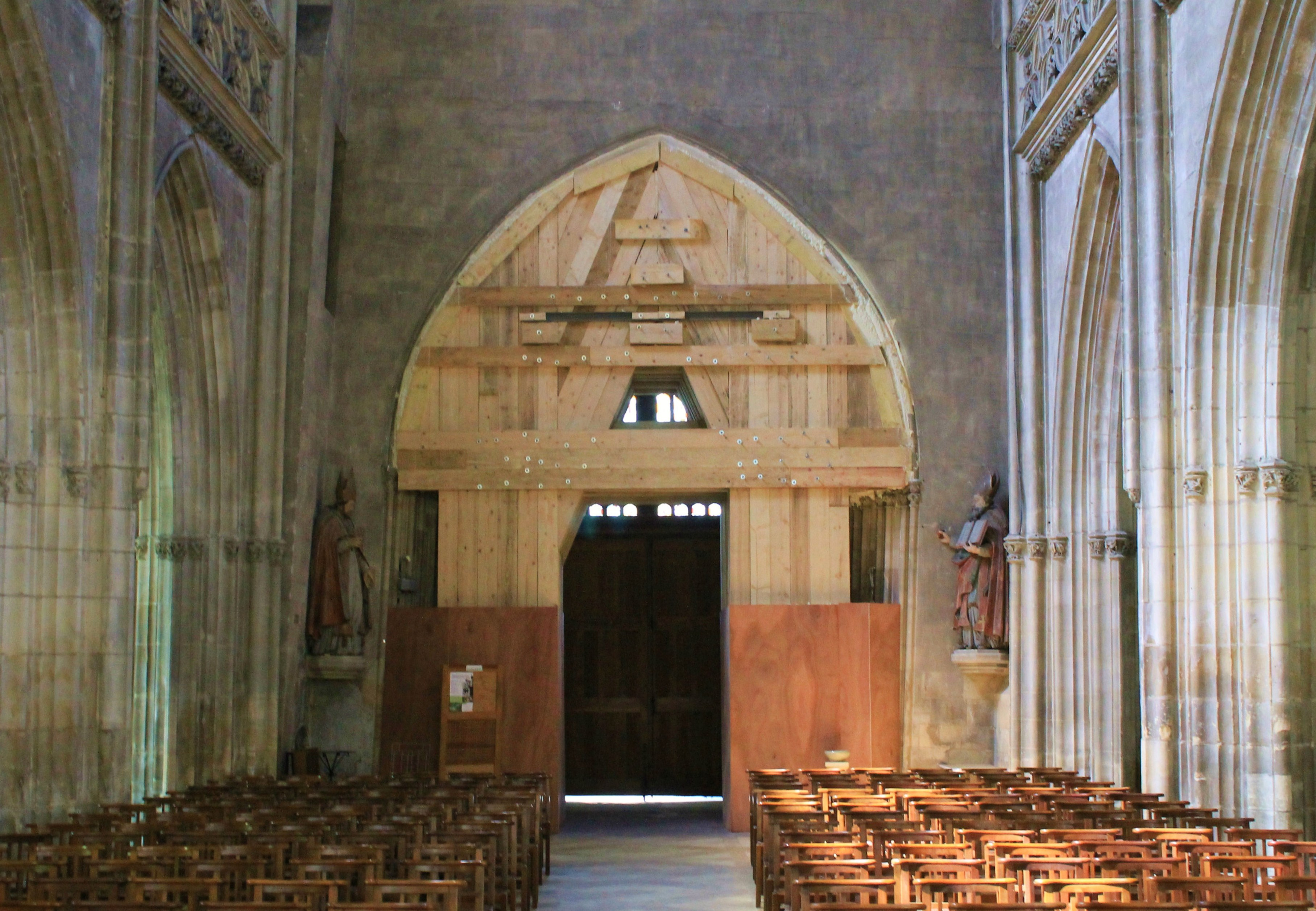
Apuntalamiento de la torre del porche en 2013

### Exterior
La elevación de la torre-pórtico, de 46 metros de altura, es bastante parecida a la de la iglesia de San Pedro. La base, construida en XIV siglo XIV siglo, se compone de muros ciegos puntuados por una serie de arcadas en tiers-point. El acceso a la iglesia es desde la rue Saint-Jean a través de un pequeño porche que sobresale de la fachada; por encima de la fachada está perforado por un gran vano apuntado . Cada fachada de la parte superior, construida en el siglo XV, se compone de dos arcos apuntados, altos y estrechos, flanqueados por dos arcadas sobre un muro ciego; estos vanos están abiertos para permitir que el repique de las campanas se propague mejor. En lo alto de la torre, nichos albergan estatuas de los Doce Apóstoles. La torre está coronada por un sencillo tejado de pizarra de poca altura rodeado por una balaustrada de piedra; parece que la iglesia debería haber sido coronada con una aguja como en Saint-Pierre, pero la inestabilidad de la estructura impidió su construcción. Otra característica diferencia la torre de Saint-Jean de la torre de la iglesia de Saint-Pierre : está en el eje de la nave y no en el lateral.
Una torre de linterna fue erigida en el siglo XVI sobre el crucero. De base cuadrada se iba a levantar una torre octogonal, pero las obras tuvieron que cesar por la inestabilidad del terreno. Por lo tanto, las arcadas nunca se terminaron y el nivel inferior de la torre estaba cubierto por un techo simple de pizarra. Cada ángulo está puntuado por un pináculo de estilo renacentista.

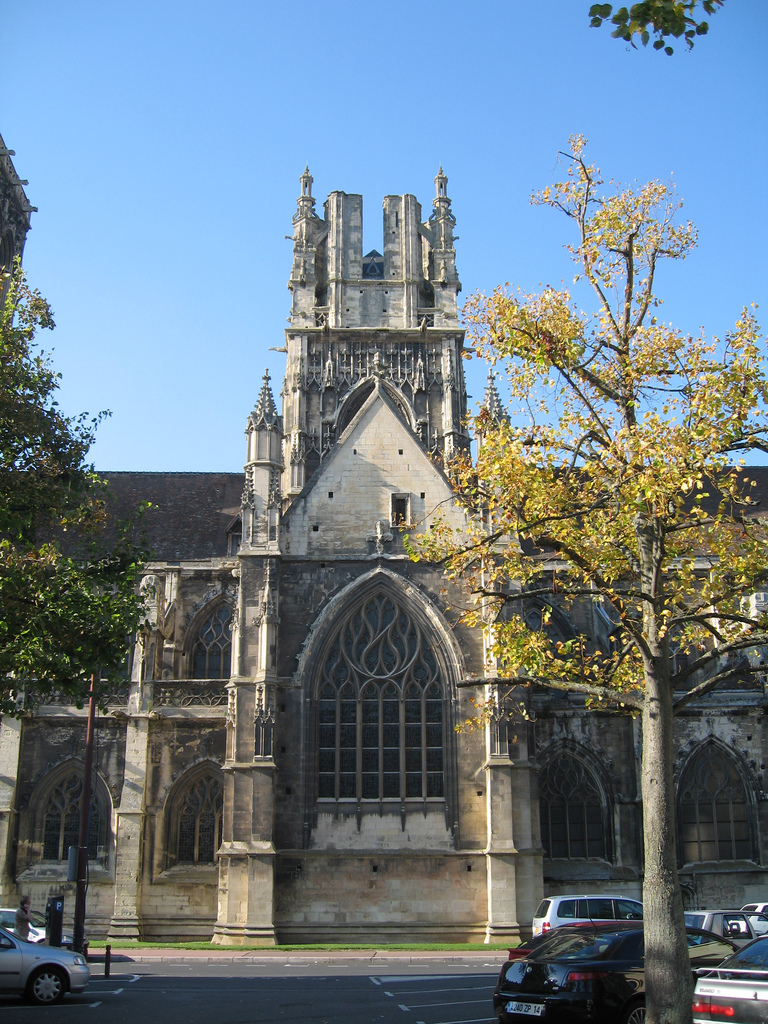
Torre de linterna inacabada
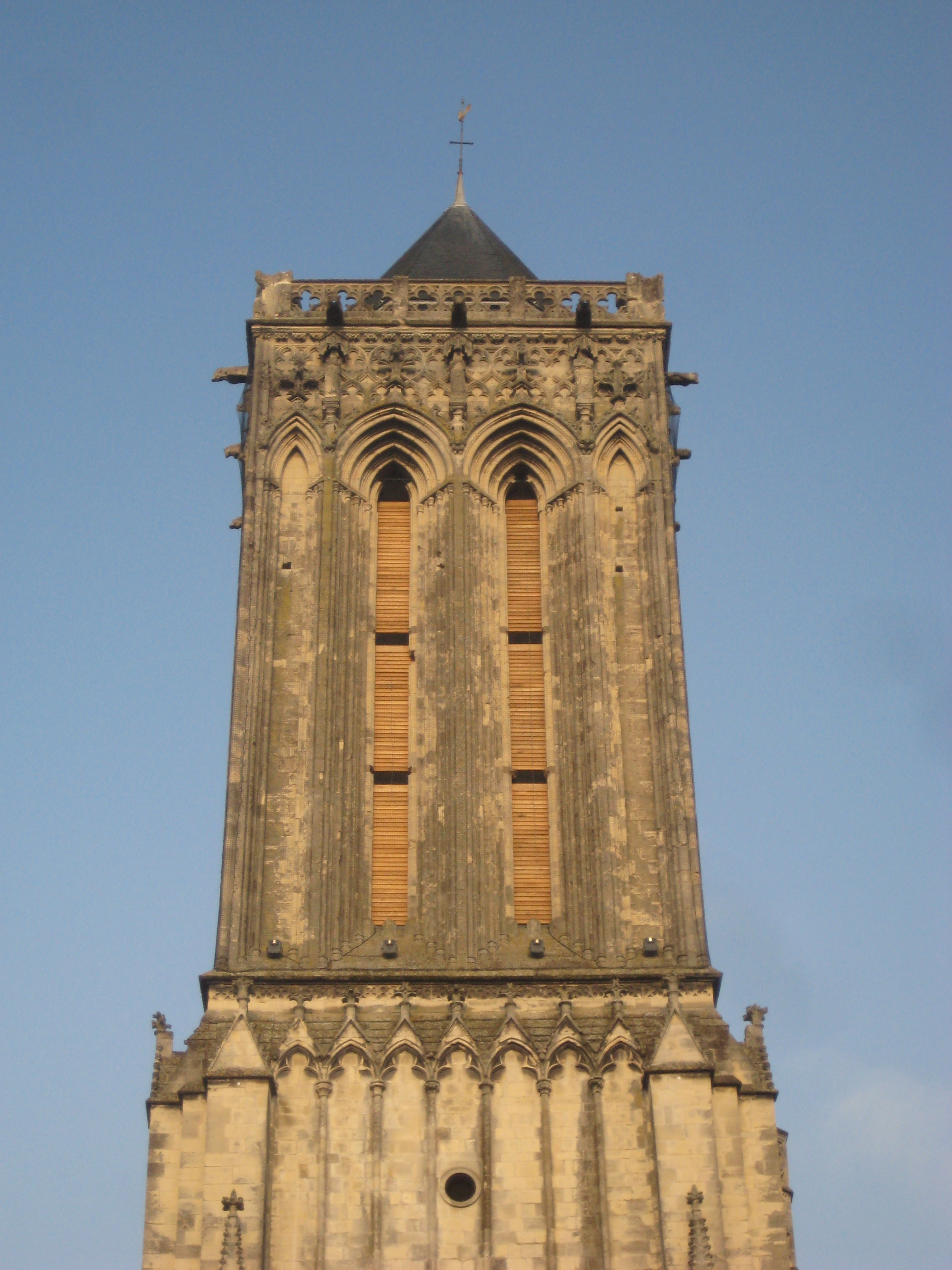
Parte superior del campanario
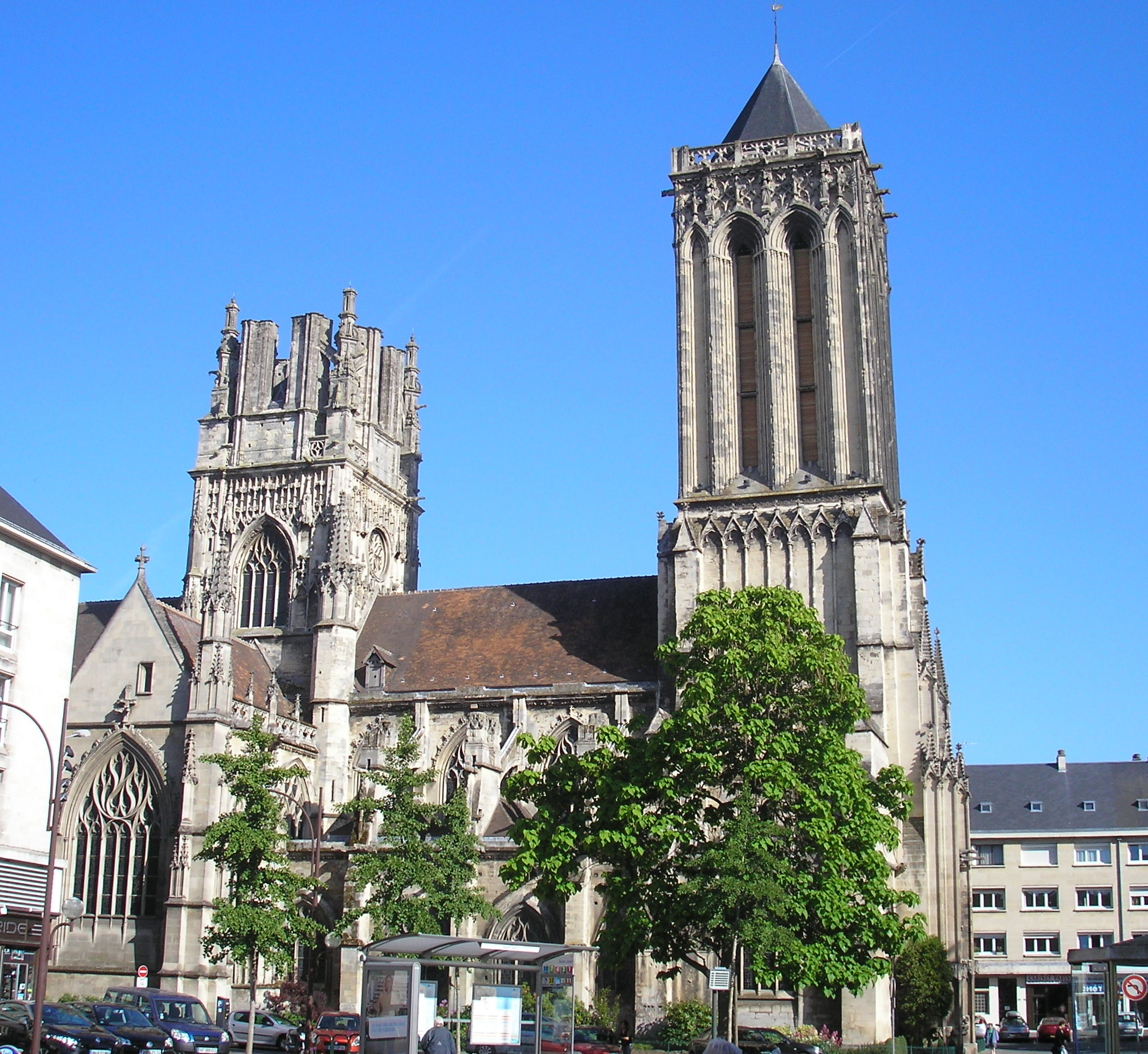
Campanario y torre de la linterna
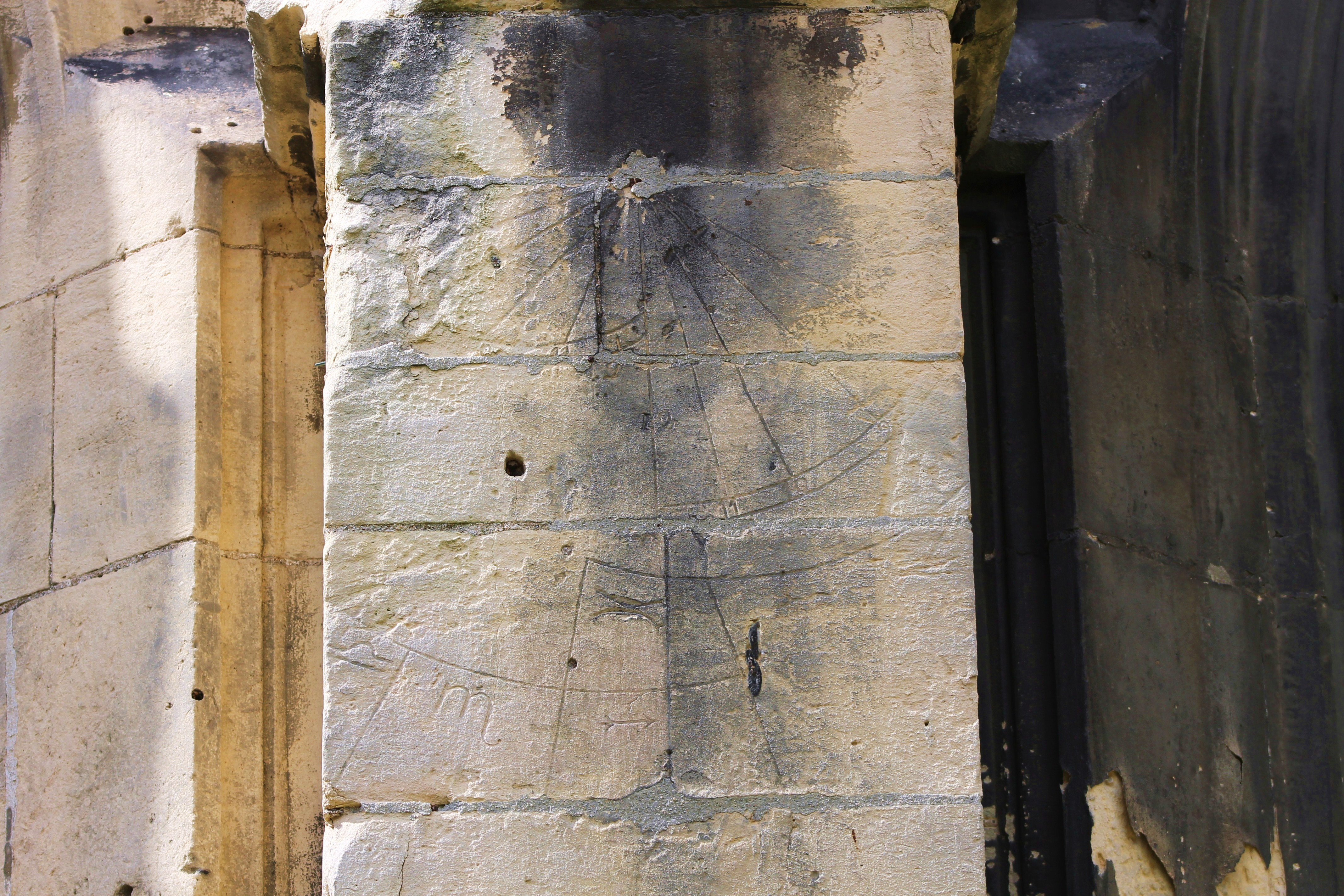
Restos de un reloj de sol

### Interior
Tiene 70 metros de largo, 22 metros de ancho a nivel de la nave y 32 metros de ancho entre los dos cruceros. Su superficie construida es de 1641 m2.
Tiene dos particularidades :
- el coro es más largo que la nave, cuatro tramos contra tres)
- la cabecera está orientada al noreste y no al este.

Las obras necesarias para la consolidación de la torre-pórtico en 2013 permitieron estudiar un excepcional conjunto de losas funerarias grabadas que datan del siglo XIII y el XIV enterrado en el sótano del edificio, así como numerosos huesos.

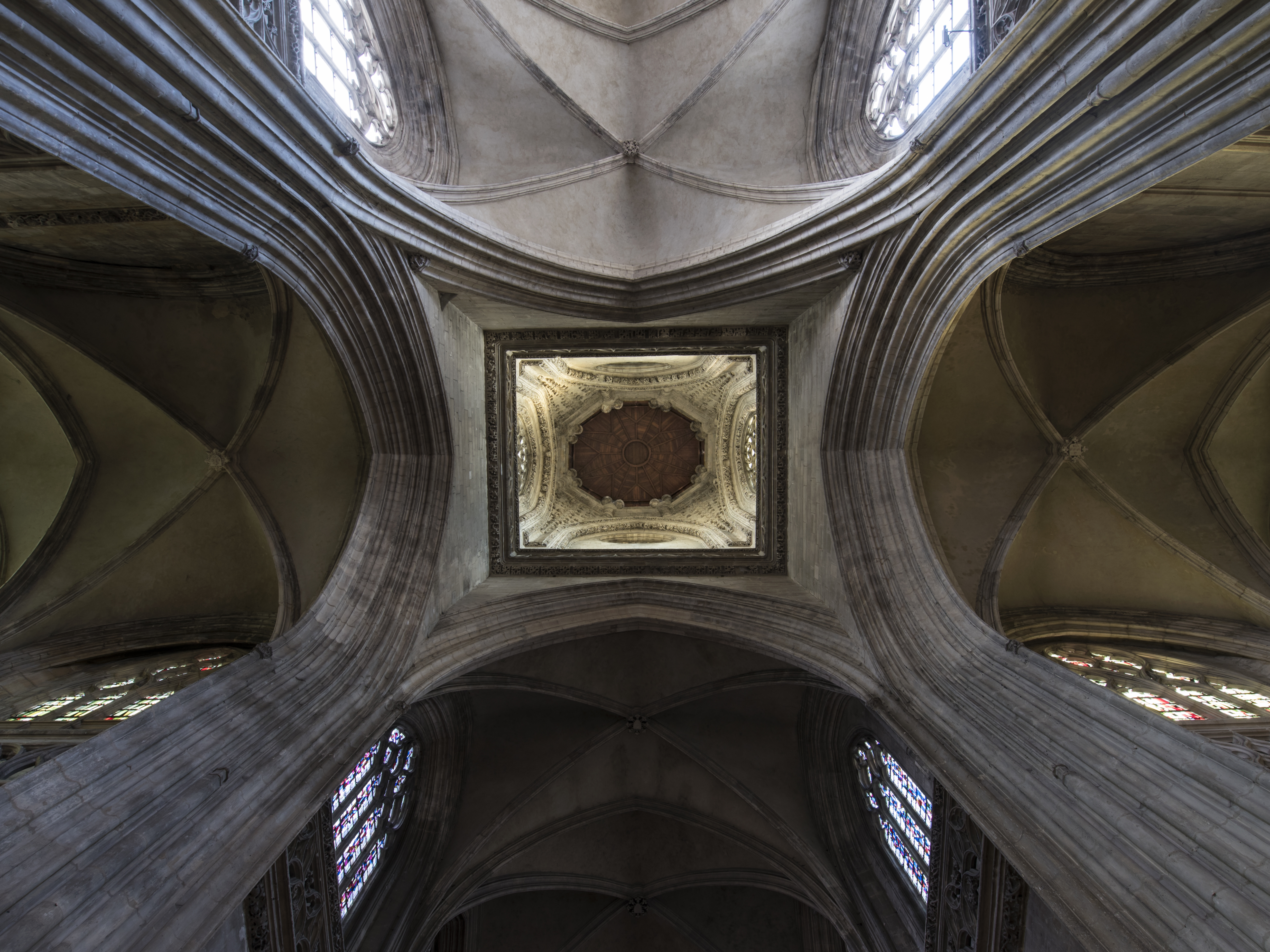
Interior del campanario
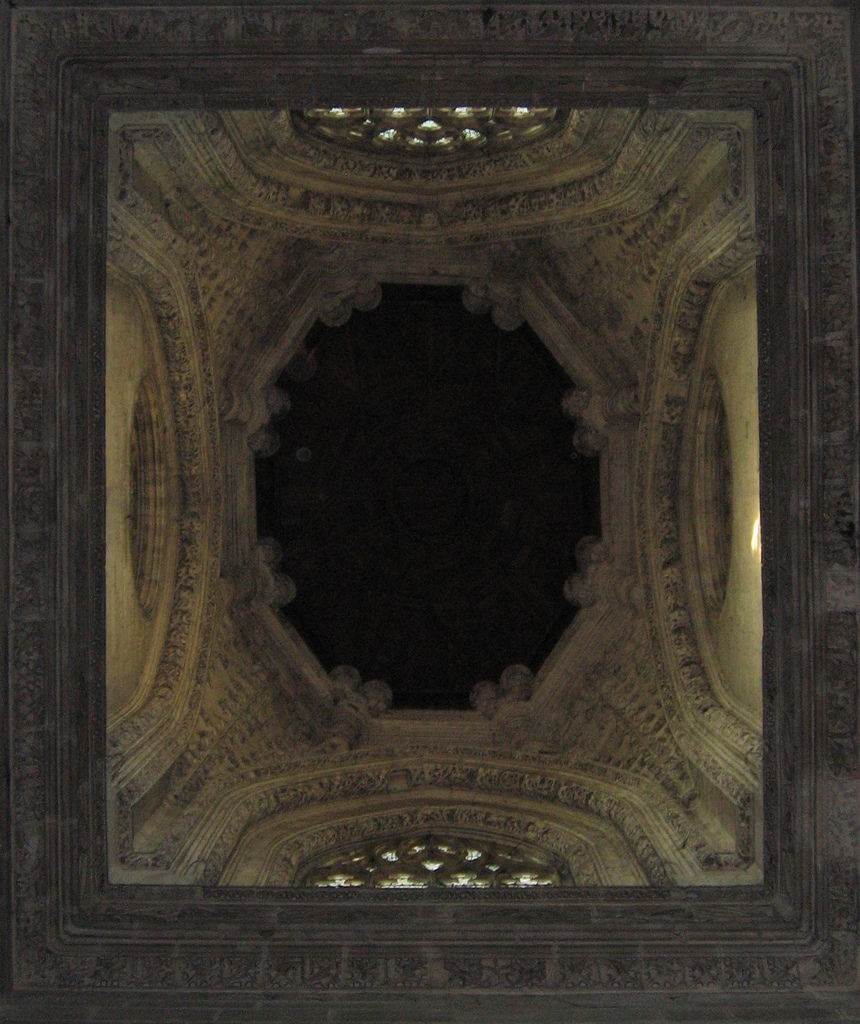
Interior de la torre de la linterna
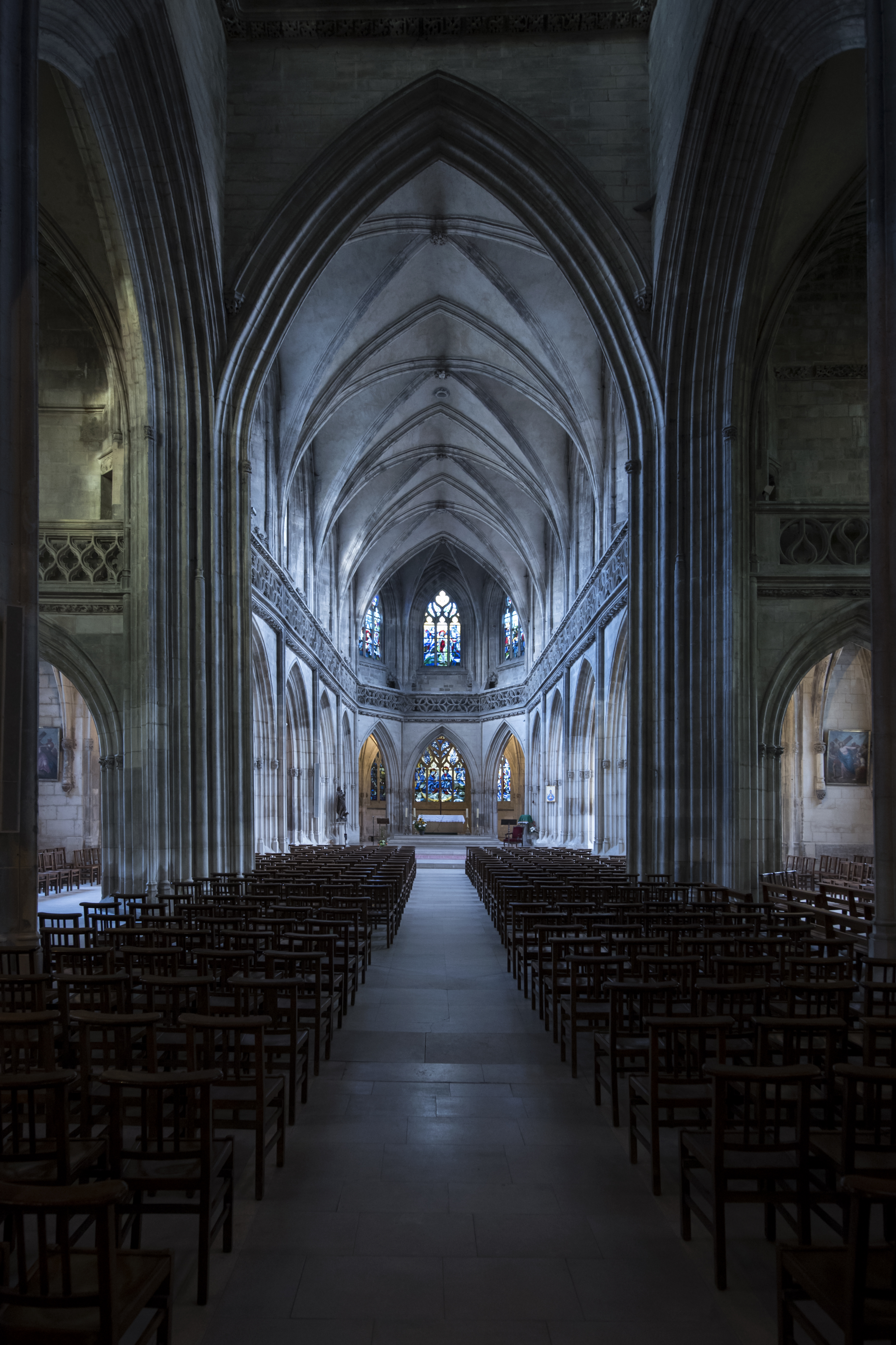
Nave
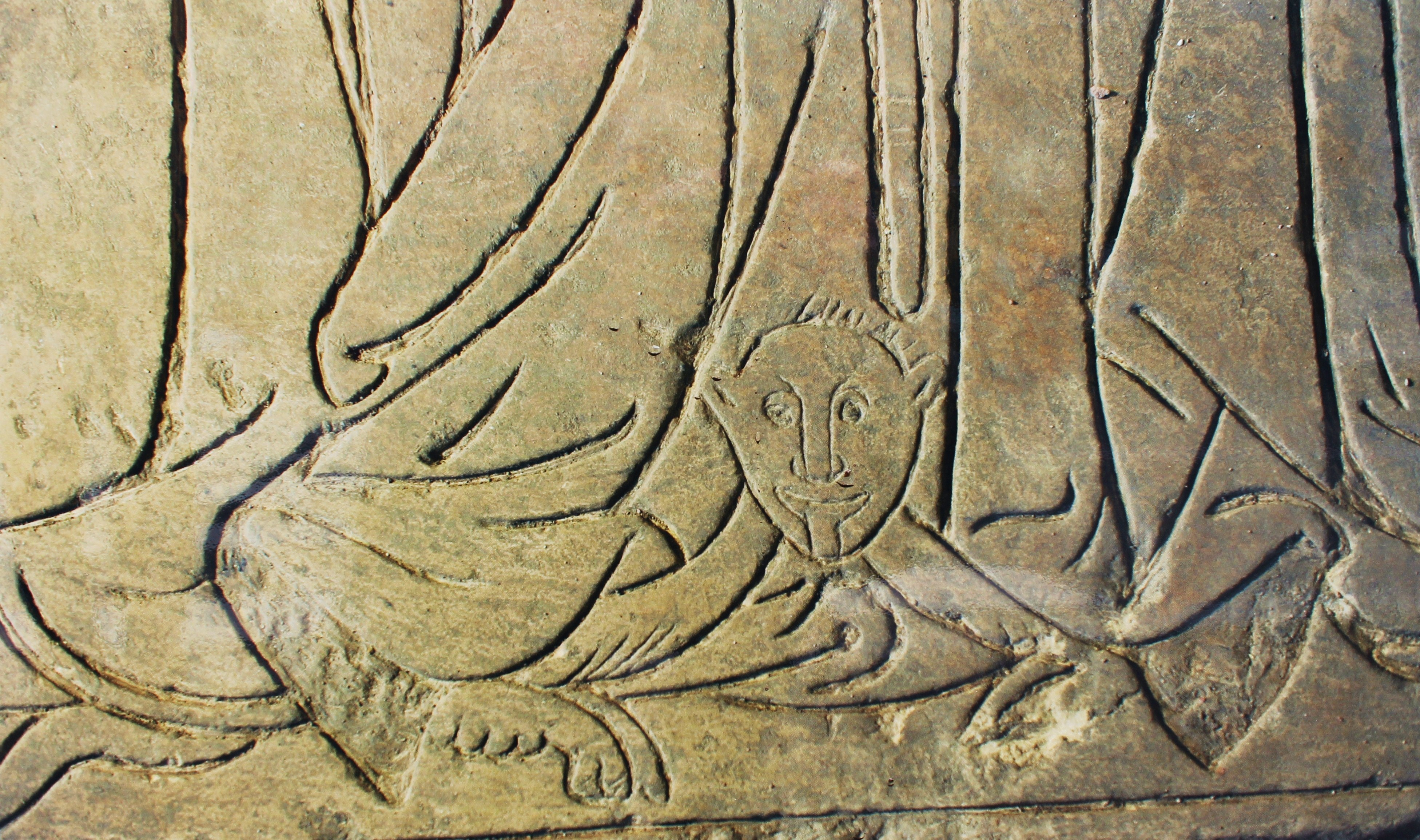
Lápida encontrada en 2013

### Obras de arte

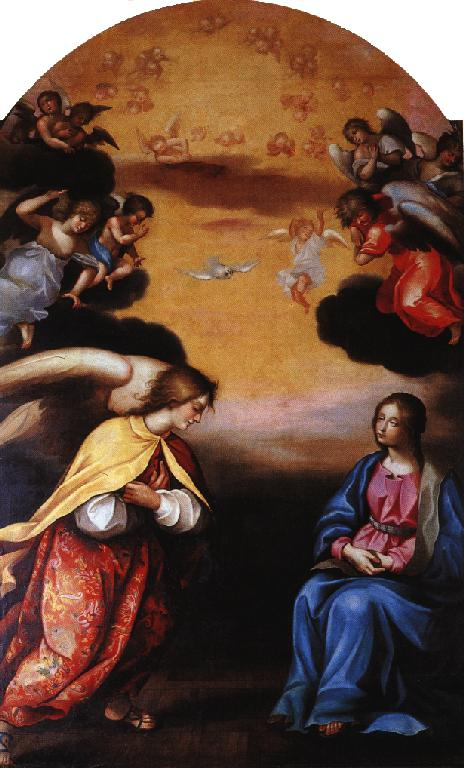
Anunciación del retablo carmelita.

En la iglesia se han guardado estatuas, muebles litúrgicos y pinturas.
En 1812, el antiguo altar mayor de la abadía de Ardenne, realizado en el XVIII XVIII. siglo, se instaló en Saint-Jean. Fue destruido a finales del siglo XIX , pero se conservan dos estatuas de madera policromadas que representan a San Norberto y San Agustín. Estas dos estatuas fueron clasificadas como monumentos históricos el 21 de diciembre de 1908. Existen otras estatuas en diferentes partes de la iglesia:
- una estatua de la Virgen del siglo XVII, también en madera pintada, de la puerta Millet y llamado Notre-Dame-de-Protection.
- una estatua de madera originalmente policromada de San Juan Bautista.
- una estatua de Jean Soreth.
- una estatua bautizó a Cristo crucificado en el sufrimiento de la ciudad, vestigio calcinado de un Cristo de madera encontrado entre los escombros de la iglesia después de la Batalla de Caen.

Una aparador XVIIIsiglo XVIII . siglo en madera tallada y dorada está clasificado como monumento histórico desde18 février 1977 de en France Después de la Revolución, el antiguo altar mayor de Notre-Dame du Carme fue reconstruido en el crucero sur. Esta obra XVIIsiglo XVII . ,  en 1944, está clasificado como monumento histórico desde2 décembre 1975 de en France Las estatuas se colocan a cada lado del alzado del retablo : a la izquierda, San José ya la derecha Santa Teresa de Ávila . En el centro hay una estatua de menor tamaño que representa a Santa Catalina . El centro del retablo está decorado con un lienzo que representa la Anunciación. Esta pintura no parece haber sido diseñada para este retablo. Aunque el conjunto data de finales del siglo XVII, parece que la pintura es anterior a 1620.
Otras pinturas son el Ecce Homo de Pieter Thys, restaurado de marzo ajuin 2000junio de 2000 , está clasificado como monumento histórico desde7 février 2001 de en France. La Adoración de los Magos, a partir de un original de Jean Restout, está clasificada como monumento histórico desde8 juillet 1980 de en France

### Órganos
El órgano Haepfer Hermann en la iglesia de Saint-Jean en Caen se instaló en 1969. Su magnífico órgano clásico predecesor construido en 1770 fue destruido durante la Segunda Guerra Mundial. En el crucero norte se ubica el actual gran órgano de estética neoclásica, no habiéndose reconstruido nunca la galería. Se opera mecánicamente y, por lo tanto, puede servir para la mayoría del repertorio de órganos, desde música antigua hasta música contemporánea. Tiene treinta y ocho paradas, cuya composición es :
| I Gran Órgano C–       |            |
| quintatón              | dieciséis' |
| Reloj                  | 8′         |
| Abejorro               | 8′         |
| Ejecutando             | 4′         |
| Doblete                | 2′         |
| suministro intravenoso |            |
| Platillo III           |            |
| Trompeta               | 8′         |
| Bugle                  | 4′         |

| II Posterior positivo C– |    |
| Abejorro                 | 8′ |
| Ejecutando               | 4′ |
| Flauta de chimenea       | 4′ |
| Barrio de Nazard         | 2′ |
| tercero                  |    |
| nazard                   |    |
| Platillo III             |    |
| Cromorne                 | 8′ |

| III Historia C–        |            |
| Principal              | 8′         |
| salicional             | 8′         |
| voz celestial          | 8′         |
| flauta de huso         | 8′         |
| Principal              | 4′         |
| Principal              | 2′         |
| Principal              | 1′         |
| suministro intravenoso |            |
| Sesquialtera           |            |
| Bombardear             | dieciséis' |
| fagot oboe             | 8′         |
| Trompeta               | 8′         |
| Bugle                  | 4′         |

| Pedal C–               |            |
| Principal              | dieciséis' |
| contrabajo             | dieciséis' |
| Flauta                 | 8′         |
| Ejecutando             | 4′         |
| suministro intravenoso |            |
| Bombardear             | dieciséis' |
| Trompeta               | 8′         |
| Bugle                  | 4′         |

También cuenta con un órgano coral Cavaillé-Coll con unos quince juegos que aún se encuentra en funcionamiento.